# Équipe de Chine féminine de football des moins de 20 ans
Maillots
L'équipe de Chine féminine de football des moins de 20 ans est constituée par une sélection des meilleures joueuses chinoises sous l'égide de la Fédération de Chine de football.

## Parcours

### Parcours enCoupe du monde des moins de 20 ans
- 2002 : Non qualifiée
- 2004 :  Finaliste
- 2006 :  Finaliste
- 2008 : Phase de groupes
- 2010 : Non qualifiée
- 2012 : Phase de groupes
- 2014 : Phase de groupes
- 2016 : Non qualifiée
- 2018 : Phase de groupes
- 2022 : Non qualifiée
- 2024 : Non qualifiée